# Pentti Koskimies
Pentti Ylermi Koskimies, född 16 mars 1922 i Helsingfors, död 3 januari 1990, var en finländsk pianist.
Som skivinspelande pianist verkade Koskimies tillsammans med bland andra Reino Hallaperä, Taru Valjakka, Jorma Hynninen och Mary Hannikainen. 1960 tilldelades Koskimies Pro Finlandia-medaljen.

## Filmografi[1]
- Suomen Television uuden studiotalon vihkiäiset, 1961 (som sig själv)
- Crusell-kvintetti soitaa, 1966 (som sig själv)
- Muistikuvia Yrjö Kilpisestä, 1967 (som sig själv)
- Anja Thauerin konsertti Harjattulan kartanossa Kakskerrassa, 1967 (som sig själv)